# Хуго III (Бургундия)
Хуго III (на френски: Hugues III, Hugo III; * 1148; † 25 август 1192, Акра, Израел) е през 1162 – 1192 г. херцог на Бургундия, чрез брак през 1183 – 1192 дофин на Виен, граф на Албон и граф на Гренобъл.

## Живот
Той е син на херцог Одо II († 27 септември 1162) и Мария († 11 март или 7 август 1190), дъщеря на Тибо II, граф на Шампан и Блоа и Матилда, херцогиня на Каринтия. Майка му е сестра на кралица Адел дьо Блоа-Шампан, третата съпруга на френския крал Луи VII. Баща му е брат на Сибила, съпруга на Рожер II крал на Сицилия.
Баща му умира през 1162 г. по време на пътуването му до Светите земи и малолетният Хуго става херцог първо под регентството на майка му до 1165 г. Той помага през 1166 г. на френския крал Луи VII против бунтуващия се граф на Шалон и получава за това половината от Графство Шалон. Хуго III придружава своя чичо граф Стефан I от Сансер през 1171 г. в поклонническото пътуване до Светите земи.
През пролетта на 1183 г. Хуго III помага на младия английски крал Хенри Млади († 11 юни 1183), в бунта му против баща му Хенри II и след неговата смърт се връща в Бургундия.
Хуго III се присъединява на 13 януари 1188 г. заедно с френския крал Филип II Август, крал Хенри III от Англия, неговия син Ричард I Лъвското сърце и множество френски рицари в Третия кръстоносен поход при Жизор. През юли 1191 г. крал Филип II се връща във Франция и дава на Хуго III командването на останалите в Светите земи френски кръстоносци. Той се отличава като командир на третия ред в битката при Арсуф на 7 септември 1191 г. През декември 1191 г. той се скарва с Ричард Лъвското сърце и в Аскалон се отделя от него и тръгва за Акра като командир на около 700 френски рицари. През април 1192 г. обаче той се сдобрява отново с Ричард Лъвското сърце и заедно правят втори опит да тръгнат към Йерусалим, но Ричард се отказва. През юни 1192 г. Хуго III отново се скарва с английския крал Ричард и тръгва с френските си рицари отново към Акра като съчинява подигравателно стихотворение против Лъвското сърце.
Хуго III от Бургундия умира през август 1192 г. в Акон от болест. Той е пренесен за погребение в манастира на Сито.

## Фамилия
Първи брак: през 1165 г. с Аликс от Лотарингия (* 1145 † 1200), дъщеря на херцог Матиас I от Горна Лотарингия и Берта от Швабия. Техните деца са:
- Одо III (* 1166, † 6 юли 1218), 1190 регент, 1192 херцог на Бургундия, пер на Франция; ∞ I. пролетта 1194, разведен 1195, Матилда инфанта на Португалия (* 1157, † (удавена) 6 май 1218), дъщеря на крал Афонсу I от Португалия; ∞ II. 1199 г. Аликс от Верги (* 1182, † 1252 сл. 8 март) 1218 – 1229 г. регент на Бургундия, дъщеря на Хуго от Верги.
- Александер (* 1170 † 1205), господар на Mонтажи
- Дуце (* 1175 † сл. 1219) ∞ 1196 Симон от Семюр († 1219)
- Аликс (* 1177)

Втори брак: Хуго изгонва Аликс през 1183 г. и същата година се жени за Беатрис (* 1161, † 15 декември 1228), 1162 г. дофина на Виен, графиня на Албон и Гренобъл, дъщеря и наследничка на Гиг V от Албон и Беатрис от Монферат. Техните деца са:
- Андреас (* 1184, † 14 март 1237), 1228 дофин, граф на Албон и Гренобъл; ∞ III 15 ноември 1219 Беатрис от Монферат († 1274), дъщеря на маркграф Вилхелм VI (Алерамичи)
- Матилда (* 1190, † 26 март 1242); ∞ 1214 Жан I Мъдрия, граф на Шалон-сюр-Сон , † 30 септември 1267 (Дом Бургундия-Иврея и Дом Шалон)
- Анна (* 1192, † края на 1242); ∞ 1222 Амадей IV граф на Савоя, † 24 юни 1253 (Дом Савоя)